# Poráč
Poráč – wieś (obec) na Słowacji położona w kraju koszyckim, w powiecie Nowa Wieś Spiska. Pierwsze wzmianki o miejscowości pochodzą z roku 1358.
Według danych z dnia 31 grudnia 2012, wieś zamieszkiwało 1018 osób, w tym 509 kobiet i 509 mężczyzn.
W 2001 roku rozkład populacji względem narodowości i przynależności etnicznej wyglądał następująco:
- Słowacy – 66,41%
- Romowie – 23,84%
- Rusini – 8,11%
- Ukraińcy – 0,68%

Ze względu na wyznawaną religię struktura mieszkańców kształtowała się w 2001 roku następująco:
- Katolicy rzymscy – 8,49%
- Grekokatolicy – 80,69%
- Ewangelicy – 0,29%
- Prawosławni – 0,58%
- Ateiści – 7,24%
- Nie podano – 1,35%